# Cantonul Magny-en-Vexin
Cantonul Magny-en-Vexin este un canton din arondismentul Pontoise, departamentul Val-d'Oise, regiunea Île-de-France, Franța.

## Comune
- Aincourt
- Ambleville
- Amenucourt
- Arthies
- Banthelu
- Bray-et-Lû
- Buhy
- Charmont
- Chaussy
- Chérence
- Genainville
- Haute-Isle
- Hodent
- La Chapelle-en-Vexin
- La Roche-Guyon
- Magny-en-Vexin (reședință)
- Maudétour-en-Vexin
- Montreuil-sur-Epte
- Omerville
- Saint-Clair-sur-Epte
- Saint-Cyr-en-Arthies
- Saint-Gervais
- Vétheuil
- Vienne-en-Arthies
- Villers-en-Arthies
- Wy-dit-Joli-Village